# Hundskehljoch
Hundskehljoch är ett bergspass i Österrike. Det ligger i den västra delen av landet, 400 km väster om huvudstaden Wien. Hundskehljoch ligger 2 402 meter över havet.
Terrängen runt Hundskehljoch är huvudsakligen bergig, men åt nordost är den kuperad. Runt Hundskehljoch är det ganska glesbefolkat, med 30 invånare per kvadratkilometer.. Närmaste större samhälle är Mayrhofen, 19,9 km nordväst om Hundskehljoch. 
Trakten runt Hundskehljoch består i huvudsak av gräsmarker.